# Olwisheim
Olwisheim est une commune française située dans la circonscription administrative du Bas-Rhin et, depuis le 1er janvier 2021, dans le territoire de la Collectivité européenne d'Alsace, en région Grand Est.
Cette commune se trouve dans la région historique et culturelle d'Alsace.

## Géographie

### Localisation
La commune d'Olwisheim se situe à une vingtaine de kilomètres au nord-nord-ouest de la ville de Strasbourg, à la limite septentrionale de l'Eurométropole de Strasbourg dont fait partie la commune limitrophe d'Eckwersheim.

### Communes limitrophes
| Bilwisheim           |           | Brumath     |
| Mittelschaeffolsheim | Olwisheim | Eckwersheim |
| Berstett             |           |             |

### Réseauviaired'Olwisheim
Olwisheim est un village-rue ; la partie ancienne du village se concentre de part et d'autre de la départementale 226. Cette route constitue l'axe structurant du village. Il relie la sortie Ouest, en direction de Mittelschaeffolsheim, et la sortie Est, en direction d'Eckwersheim et de Brumath. Des radiales perpendiculaires étoffent le village : rue de la Rivière, rue de la Chapelle, rue Mulhfeld.

### Périurbanisation
La relative proximité de la grande métropole strasbourgeoise a généré à Olwisheim un phénomène de périurbanisation fort à l'échelle du village. Les statistiques de l'Insee montrent ainsi un renforcement net de la population communale à partir des années 1980. En effet, de 1982 à 2007, la commune a vu sa population augmenter de 40 %. Cette périurbanisation est visible dans le bâti de la commune. Deux lotissements pavillonnaires ont ainsi été construits de part et d'autre de l'entrée est du village. Quelques nouvelles constructions sont apparues aux abords de l'entrée Ouest, tout comme dans la rue Mulhfeld ou la rue de la Chapelle.

### Hydrographie
La commune est dans le bassin versant du Rhin au sein du bassin Rhin-Meuse. Elle est drainée par le ruisseau le Muhlbach,.
Le Muhlbach, d'une longueur de 11 km, prend sa source dans la commune de Wingersheim les Quatre Bans et se jette  dans le Landgraben à Vendenheim, après avoir traversé cinq communes. 

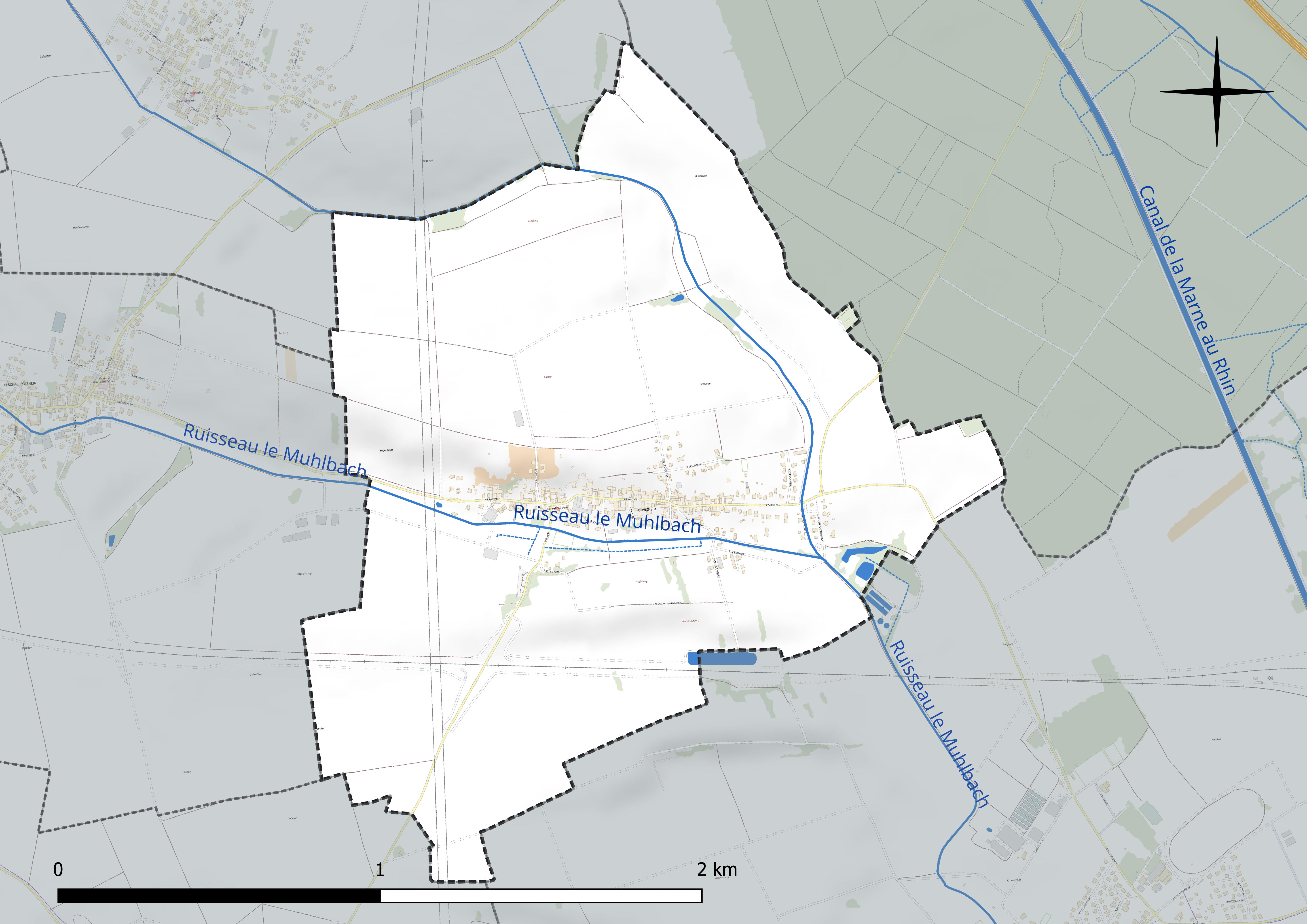
Réseau hydrographique d'Olwisheim.

### Climat
Pour des articles plus généraux, voir Climat du Grand Est et Climat du Bas-Rhin.
En 2010, le climat de la commune est de type climat des marges montargnardes, selon une étude du Centre national de la recherche scientifique s'appuyant sur une série de données couvrant la période 1971-2000. En 2020, Météo-France publie une typologie des climats de la France métropolitaine dans laquelle la commune est exposée à un climat semi-continental et est dans une zone de transition entre les régions climatiques « Vosges » et « Alsace ». 
Pour la période 1971-2000, la température annuelle moyenne est de 10,5 °C, avec une amplitude thermique annuelle de 17,7 °C. Le cumul annuel moyen de précipitations est de 726 mm, avec 10 jours de précipitations en janvier et 10,3 jours en juillet. Pour la période 1991-2020, la température moyenne annuelle observée sur la station météorologique de Météo-France la plus proche, « Waltenheim-sur-zorn », sur la commune de Waltenheim-sur-Zorn à 6 km à vol d'oiseau, est de 11,3 °C et le cumul annuel moyen de précipitations est de 652,2 mm. 
La température maximale relevée sur cette station est de 38 °C, atteinte le 7 août 2015 ; la température minimale est de −14,9 °C, atteinte le 20 décembre 2009,,. 
Les paramètres climatiques de la commune ont été estimés pour le milieu du siècle (2041-2070) selon différents scénarios d'émission de gaz à effet de serre à partir des nouvelles projections climatiques de référence DRIAS-2020. Ils sont consultables sur un site dédié publié par Météo-France en novembre 2022.

## Urbanisme

### Typologie
Au 1er janvier 2024, Olwisheim est catégorisée commune rurale à habitat dispersé, selon la nouvelle grille communale de densité à sept niveaux définie par l'Insee en 2022.
Elle est située hors unité urbaine. Par ailleurs la commune fait partie de l'aire d'attraction de Strasbourg (partie française), dont elle est une commune de la couronne,. Cette aire, qui regroupe 268 communes, est catégorisée dans les aires de 700 000 habitants ou plus (hors Paris),.

### Occupation des sols
L'occupation des sols de la commune, telle qu'elle ressort de la base de données européenne d’occupation biophysique des sols Corine Land Cover (CLC), est marquée par l'importance des territoires agricoles (87,2 % en 2018), en diminution par rapport à 1990 (88,2 %). La répartition détaillée en 2018 est la suivante : terres arables (87,2 %), zones urbanisées (12 %), forêts (0,8 %). L'évolution de l’occupation des sols de la commune et de ses infrastructures peut être observée sur les différentes représentations cartographiques du territoire : la carte de Cassini (XVIIIe siècle), la carte d'état-major (1820-1866) et les cartes ou photos aériennes de l'IGN pour la période actuelle (1950 à aujourd'hui).

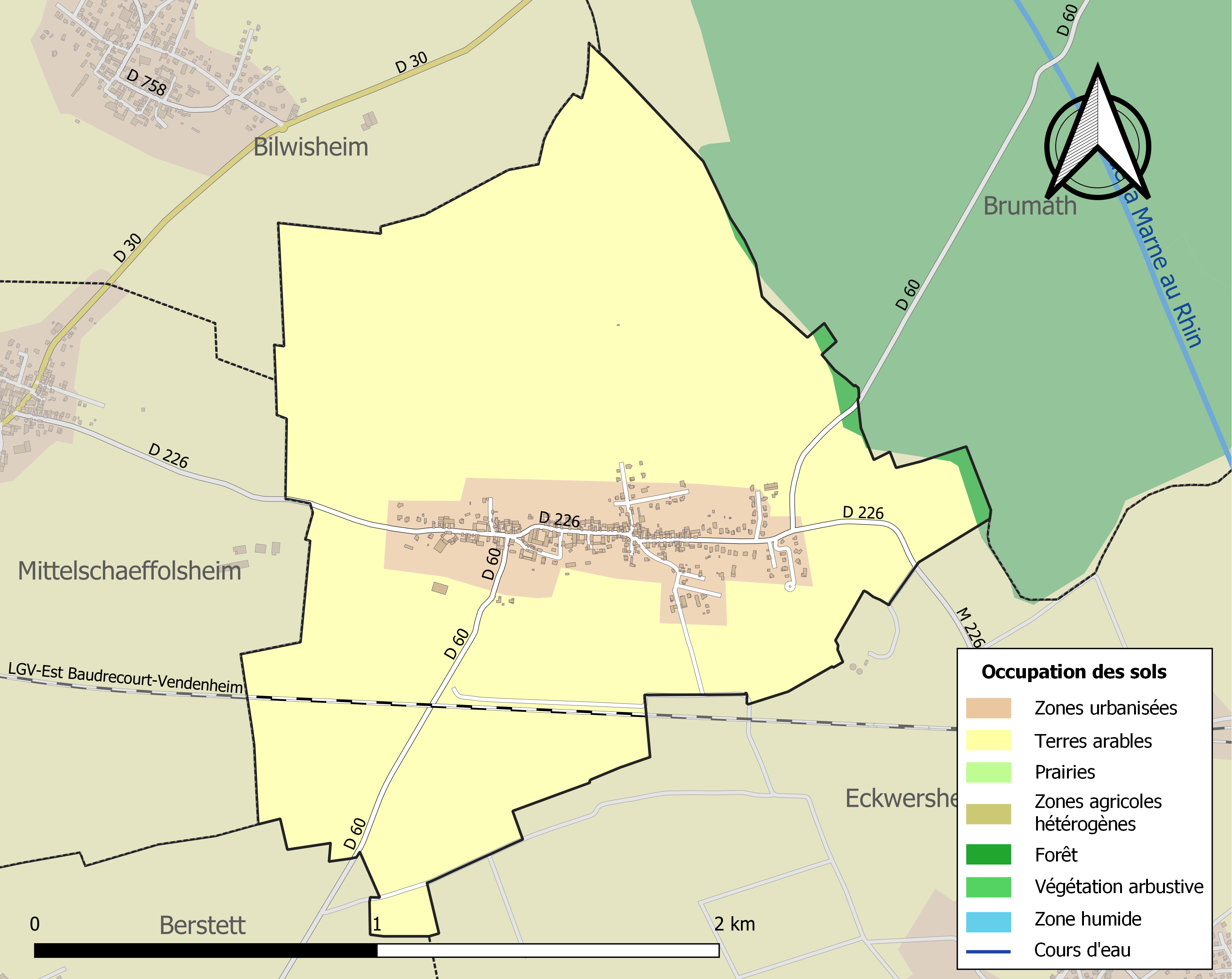
Carte des infrastructures et de l'occupation des sols de la commune en 2018 (CLC).

### Type d'habitat
Une partie de l'habitat d'Olwisheim est de forme traditionnelle. Le cœur ancien du village est ainsi constitué de corps de ferme  en U formant des ensembles différenciés et individualisés. De nombreux pavillons individuels sont apparus dans le centre du village, ce qui a contribué à moderniser le paysage urbain. De façon générale, l'habitat olwisheimois est pavillonnaire et individuel. Les maisons mitoyennes sont rares et le petit collectif également (un seul, situé rue de la Chapelle). Il n'y a qu'un immeuble à Olwisheim ; celui-ci participe du phénomène de périurbanisation qui a touché le village : il se situe à l'extrémité nord de l'allée des Charmes. La plupart des maisons sont de taille conséquente. Nombre d'entre elles possèdent un espace de jardin et une cour, ce qui participe à l'individualisation du bâti local.

### Morphologie urbaine
Olwisheim est un « village-rue » organisé autour de l'axe structurant majeur appelé rue Principale. Il s'agit en fait de la D 226, traversant le village d'est en ouest. Les radiales perpendiculaires sont des axes très secondaires desservant des quartiers d'habitations essentiellement pavillonnaires. Le cœur ancien du village se situe autour de la place centrale qui porte le nom de place des Tilleuls. Celle-ci est entourée par la mairie, l'école communale, l'église. Le cimetière communal est sis hors de l'espace urbanisé, en direction de la commune voisine de Berstett, au sud.

## Toponymie
La commune d'Olwisheim se nomme « Olse » en alsacien. Depuis 2010, les panneaux d'entrée de la commune sont doublés en alsacien.

## Histoire

### Occupation du site
Le site de la commune d'Olwisheim est d'occupation relativement ancienne, au moins depuis la période romaine. La ville voisine de Brumath, distante d'environ 7 km, fut un centre militaire romain connu sous le nom de Brotomagus. En 2010, les premiers travaux liés à la mise en place à l'horizon 2013 d'un tronçon de LGV au sud du village ont mis au jour une soixantaine de corps datant de la période mérovingienne. Il y avait donc, à cette date, un village ou un hameau à proximité du village actuel.

### Survivance d'une tradition: le Maiestecke
La commune d'Olwisheim est le théâtre de la survivance d'une tradition alsacienne ancienne, le Maie ou Maiestecke, également appelée « Les Arbres de Mai ». Cette tradition se déroule de la façon suivante : chaque année au mois de mai, la veille du jeudi de l'Ascension, les jeunes gens du village (uniquement les hommes de plus de quatorze ans, célibataires) se réunissent sur la place centrale du village (la place des Tilleuls). Leur mission est la suivante : placer discrètement à la faveur de la nuit un arbre devant certaines maisons ; celles où habitent des jeunes filles célibataires de plus de quatorze ans. Le trottoir est en général recouvert pour partie de paille.

### La Fête Nationale
Chaque année, la commune d'Olwisheim, au soir du 13 juillet, fête la prise de la Bastille. Le discours du maire ouvre la soirée, ponctuée musicalement par la chorale locale. Occasion annuelle de réjouissance commune, cette soirée du 13 juillet se déroule en général sur la place centrale du village. Traditionnellement, on procède à la distribution du 14-juillet Wecke (une viennoiserie traditionnelle, sorte de bonhomme brioché).

## Politique et administration

### Liste des maires
| Période                                  | Période                   | Identité                                   | Étiquette | Qualité           |
| ---------------------------------------- | ------------------------- | ------------------------------------------ | --------- | ----------------- |
| Les données manquantes sont à compléter. |                           |                                            |           |                   |
| mars 2001                                | mars 2008                 | Roland Muths                               |           |                   |
| 14 mars 2008                             | 2014                      | Jacky Messner                              |           |                   |
| 2014                                     | En cours (au 31 mai 2020) | Alain Rhein Réélu pour le mandat 2020-2026 |           | Chef d'entreprise |

## Population et société

### Démographie
L'évolution du nombre d'habitants est connue à travers les recensements de la population effectués dans la commune depuis 1793. Pour les communes de moins de 10 000 habitants, une enquête de recensement portant sur toute la population est réalisée tous les cinq ans, les populations de référence des années intermédiaires étant quant à elles estimées par interpolation ou extrapolation. Pour la commune, le premier recensement exhaustif entrant dans le cadre du nouveau dispositif a été réalisé en 2007.

En 2022, la commune comptait 490 habitants, en évolution de −0,81 % par rapport à 2016 (Bas-Rhin : +3,17 %, France hors Mayotte : +2,11 %).
| 1793 | 1800 | 1806 | 1821 | 1831 | 1836 | 1841 | 1846 | 1851 |
| ---- | ---- | ---- | ---- | ---- | ---- | ---- | ---- | ---- |
| 327  | 333  | 395  | 410  | 448  | 466  | 452  | 485  | 456  |

| 1856 | 1861 | 1866 | 1871 | 1875 | 1880 | 1885 | 1890 | 1895 |
| ---- | ---- | ---- | ---- | ---- | ---- | ---- | ---- | ---- |
| 430  | 427  | 410  | 413  | 428  | 409  | 407  | 386  | 383  |

| 1900 | 1905 | 1910 | 1921 | 1926 | 1931 | 1936 | 1946 | 1954 |
| ---- | ---- | ---- | ---- | ---- | ---- | ---- | ---- | ---- |
| 386  | 390  | 372  | 314  | 334  | 306  | 318  | 301  | 309  |

| 1962 | 1968 | 1975 | 1982 | 1990 | 1999 | 2006 | 2007 | 2012 |
| ---- | ---- | ---- | ---- | ---- | ---- | ---- | ---- | ---- |
| 312  | 315  | 313  | 307  | 346  | 477  | 486  | 487  | 501  |

| 2017 | 2022 | - | - | - | - | - | - | - |
| ---- | ---- | - | - | - | - | - | - | - |
| 498  | 490  | - | - | - | - | - | - | - |

## Culture locale et patrimoine

### Lieux et monuments
Olwisheim est l'une des quelque cinquante localités d'Alsace dotées d'une église simultanée.

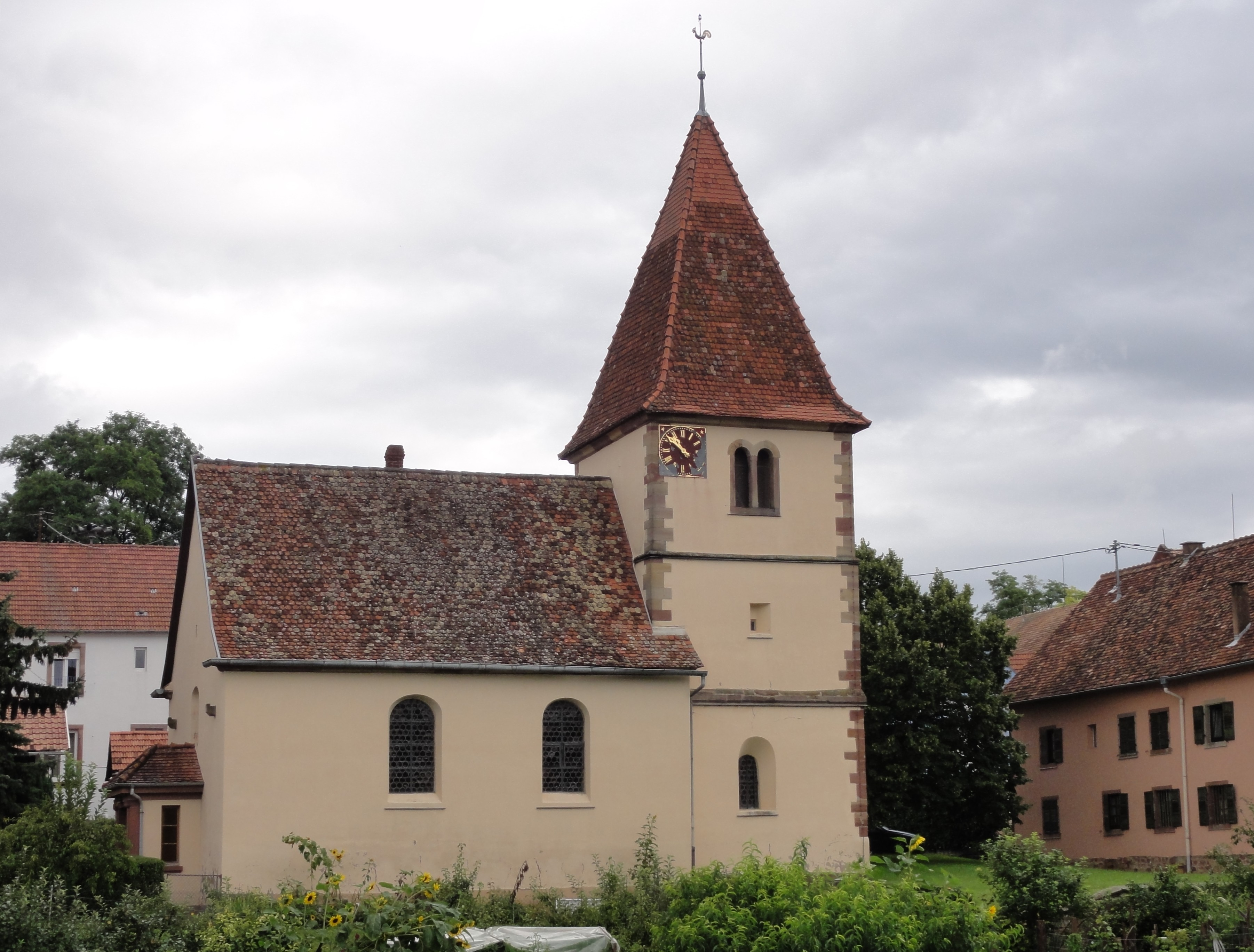
Église Saints-Pierre-et-Paul.
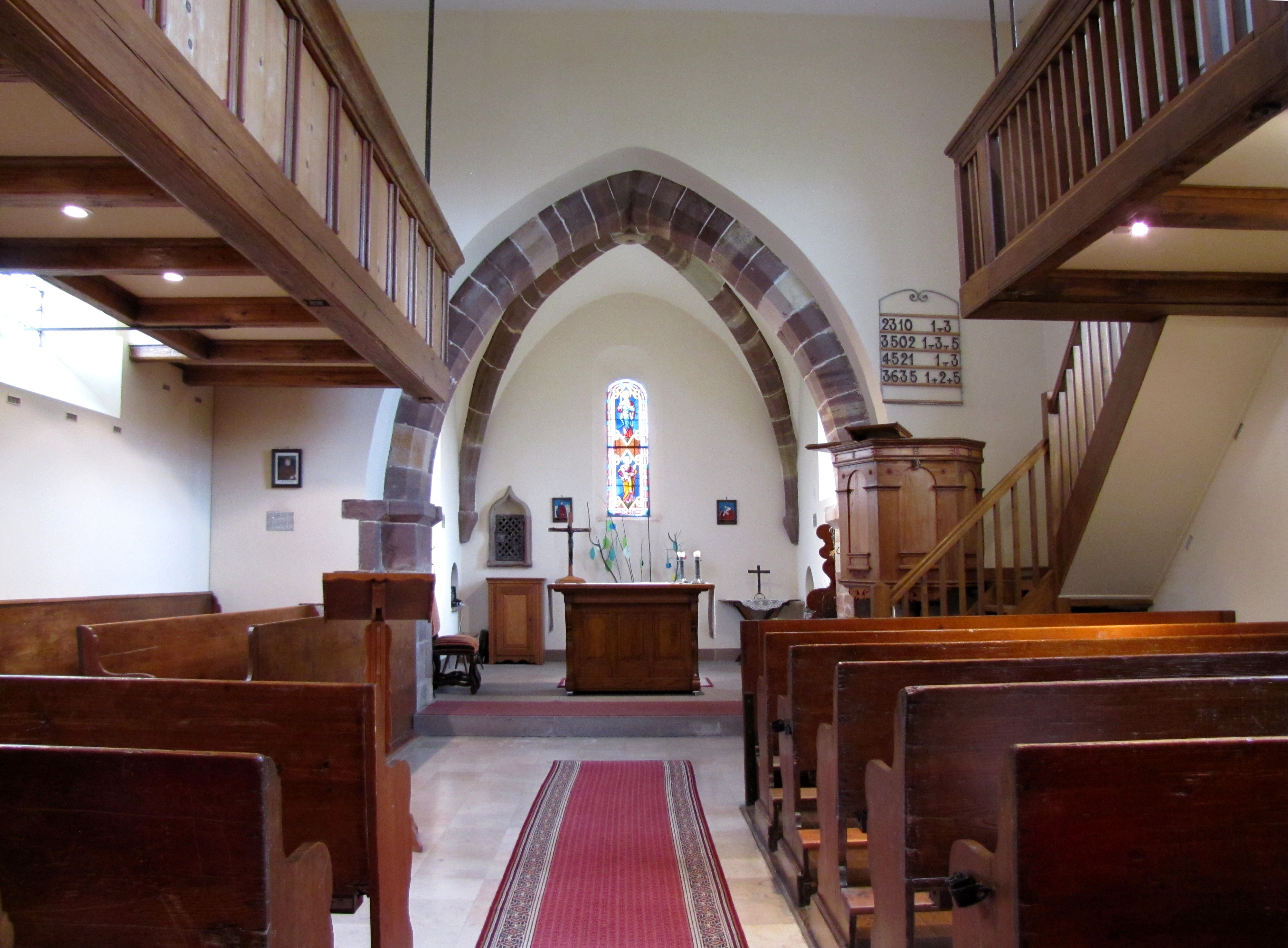
Vue intérieure de la nef vers le chœur.
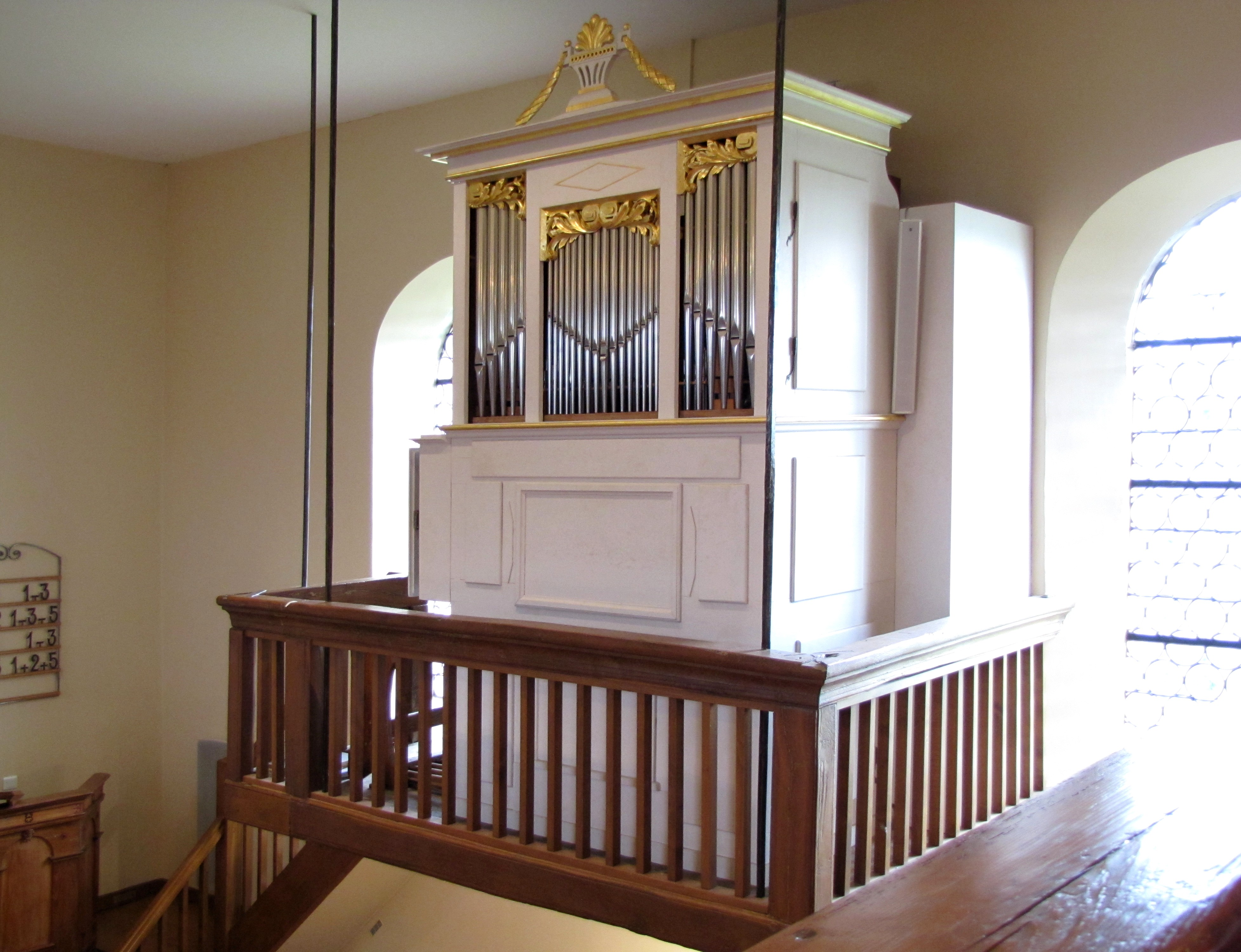
Orgue de tribune Hladky (1786).

### Héraldique
| Blason de Olwisheim | Blason  | D'argent au lion de sable, tenant de sa dextre une fleur de lys d'azur et de sa senestre une étoile de gueules. |
| Blason de Olwisheim | Détails | |